# Distribució disjunta

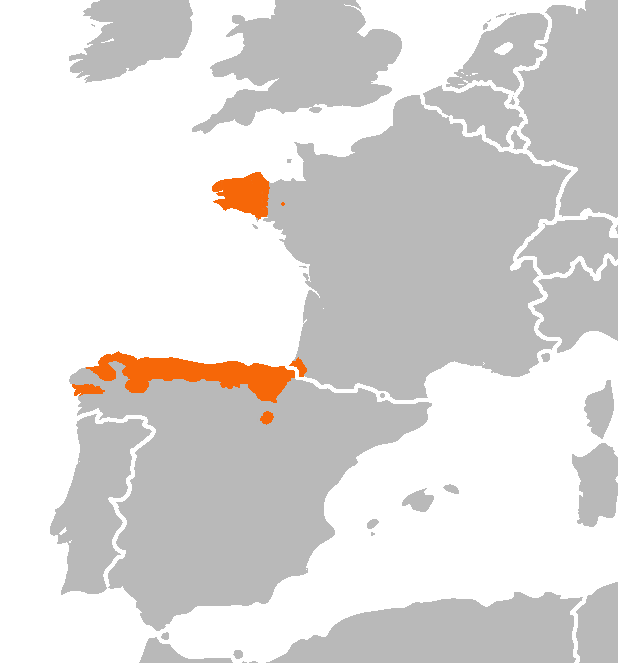
Exemple de distribució disjunta en el cas de l'organisme Elona quimperiana.

En biologia, la distribució disjunta d'un tàxon és aquella en la qual hi ha dos o més grups relacionats però àmpliament separats geogràficament. Les causes d'aquest tipus de distribució són variades. Pot ser causada per canvis en el medi ambient, com pot ser els causats pel sorgiment de muntanyes, derives continentals o pujada del nivell del mar, corrents terrestres o marins, vents, etc. També pot ser causat per l'expansió territorial d'un organisme. En el cas dels ocells que mengen fruits aquest són dispersats a grans distàncies amb les seves femtes. Els humans també creen distribucions disjuntes.
Hi ha patrons de distribucions disjuntes com la disjunció irano-turània, la d'Europa - Est d'Àsia, la d'Europa-Sud-àfrica (per exemple el gènere Erica), i la disjunció mediterrània-Hoggart (gènere Olea), etc.

## Alguns exemples de distribució disjunta
- Disjunció boreoalpina: Es produeix quan una espècie (com la papallona  Apol·lo) es troba en regions boreals i en regions de muntanya del centre-sud. És un fenomen molt freqüent a Europa degut a les conseqüències de les glaciacions. La disjunció de Keilhac també té la mateixa causa, i en aquest cas l'espècie apareix a les penínsules Ibèrica i la Balcànica.[2]

- El gènere del roldor (Coryaria) autòcton dels Països Catalans es troba també a Nova Zelanda i Amèrica Central.
- El boix té una distribució disjunta.
- L'arboç (Arbutus unedo) es troba a la Conca del Mediterrani i es troba aïlladament al sud d'Irlanda (no pas a Anglaterra).